# Retrato de joven con libro
El Retrato de joven con libro es una pintura al óleo sobre tabla (95,6 cm x 74,6 cm) y uno de los retratos más conocidos de Agnolo Bronzino, de alrededor de 1540 y conservado en el Museo Metropolitano de Arte de Nueva York.

## Historia y descripción
La obra, en el museo desde 1929, representa probablemente a un amigo de Bronzino, un joven literato de su círculo. Extraordinaria es la pose bien erguida con una mano en la cadera y la otra, apoyando el codo sobre una mesa ricamente tallada, sujetando un libro apoyado verticalmente con un dedo entre las páginas. La expresión mira directamente al espectador, con orgullo, pero también con una cierta familiaridad, apenas insinuada por un leve movimiento de los labios. El ojo izquierdo revela un ligero estrabismo. Los tonos fríos, sobre todo en el fondo arquitectónico, pero también en la carnación del sujeto, lo hacen una obra ejemplar del arte de Bronzino, que se dedicó con cuidado a la descripción del refinadísimo traje, negro, como imponía la moda más aristocrática de la época, con cortes regulares en espiga, una fila de botones de tela, e inserciones de metal dorado que se repiten en el sombrero, también negro, con cintas doradas anudadas a distancias regulares.